# Przybysz (komiks)
Przybysz (ang. The Arrival) – komiks z gatunku powieści graficznej autorstwa Shauna Tana, australijskiego rysownika i pisarza, wydany w 2006 roku nakładem Lothian Children’s Books. Polską wersję opublikowało wydawnictwo Kultura Gniewu w 2009 roku.

## Fabuła
Przybysz to pozbawiona słów opowieść o emigracji, utrzymana w częściowo realistycznej, a częściowo fantastycznej konwencji narracji i w stylu czarno-białej i sepiowej fotografii. Jej głównym bohaterem jest nieznany z imienia i nazwiska mężczyzna. Żyje w biedzie z żoną i córką w kraju przypominającym europejskie państwo z początku XX wieku. Decyduje się na samotną emigrację w poszukiwaniu lepszego życia. Dociera statkiem na inny kontynent, przypominający Amerykę, pełen wysokich budynków, dziwnych zwierząt i ludzi mówiących niezrozumiałymi językami. Poznaje innych imigrantów. Początkowo zagubiony w obcym świecie, stopniowo oswaja się z nim. W końcu udaje mu się ściągnąć do nowej ojczyzny żonę i córkę.

## Nagrody
- Bologna Ragazzi Award 2007 – specjalne wyróżnienie
- Nagroda World Fantasy dla najlepszego artysty 2009 roku
- Najlepsza książka 2007 roku według tygodnika "Publishers Weekly"
- Najlepsza ilustrowana książka 2007 roku według dziennika "The New York Times"
- Najlepsza książka dla młodego czytelnika 2007 roku według księgarni internetowej Amazon.com
- Najlepsza książka 2007 roku według dziennika "The Columbus Dispatch"
- Najlepsza książka 2007 roku według miesięcznika "School Library Journal"
- Najlepsza książka dla młodego czytelnika 2007 roku według dziennika "The Washington Post"
- Nagroda Locusa za najlepszy album 2008 roku
- Nagroda za najlepszy komiks na Międzynarodowym Festiwalu Komiksu w Angoulême w 2008 roku